# Johann Friedrich August Kinderling
Johann Friedrich August Kinderling (* 1743 in Magdeburg; † 28. September 1807 in Calbe) war ein deutscher Philologe, evangelischer Pfarrer, Liederdichter und Quellen-Sammler.

Johann Friedrich August Kinderling (1743–1807)

## Leben
Johann Friedrich August Kinderling studierte Philosophie und Evangelische Theologie und wurde zum Magister der Philosophie promoviert. Ab 1768 war er Lehrer und Rektor in Kloster Berge. 1771 wurde Kinderling Pfarrer in Schwarz und war ab 1774 als Diaconus (Zweiter Pastor) in Calbe tätig.
Nebenbei widmete Kinderling sich der Erforschung der deutschen Sprache. Er war Mitarbeiter des Berliner Ablegers der Deutschen Gesellschaft in Leipzig und hielt in Berlin Vorlesungen über die Geschichte der deutschen Sprache. Als Sprachreiniger schlug er beispielsweise 1795 den Begriff Erzketzer für den Häresiarchen vor. Mit den wissenschaftlichen Arbeiten Über die Reinigkeit der deutschen Sprache und die Beförderungsmittel derselben mit einer Musterung der fremden Wörter und anderen Wörterverzeichnissen von 1795 und seiner Geschichte der niedersächsischen oder sogenannten plattdeutschen Sprache, vornehmlich bis auf Luthers Zeiten, nebst einer Musterung der vornehmsten Denkmale dieser Mundart aus dem Jahre 1800 verschaffte sich Kinderling Anerkennung in der Fachwelt. Seine Abhandlungen zur Geschichte der deutschen Sprache zählten zu den Standardwerken der Spätaufklärung. Zusammen mit den Werken von Jakob Friedrich Reimmann wirkten sie sich auf die spätere germanistische Wissenschaft aus. 
Kinderling sammelte mittelalterliche Quellen, indem er sie selbst abschrieb oder abschreiben ließ. Die Sammlung seiner Handschriften befindet sich heute in der Staatsbibliothek in Berlin. Über seine Heimatstadt Calbe stellte Kinderling ein handschriftliches Geschichts-Kompendium zusammen (enthalten in den sogenannten „Kinderlingschen Manuskripten“), das 1906 unter dem Titel „Eine Ortsbeschreibung der Stadt Calbe a. S. aus den Jahren 1796–1799“ gedruckt veröffentlicht wurde. In der Zeitschrift Journal von und für Deutschland machte Kinderling die gebildete bürgerliche Welt unter anderem mit Calbe bekannt.
Kinderling verfasste auch Kirchenlieder im Stil der literarischen Aufklärung. Er betonte in Schriften die Bedeutung von literarisch wertvollen Kinder- und Wiegenliedern für die psychische Entwicklung der Kinder. Außerdem verfasste er von der Aufklärung beeinflusste theologische Schriften.

## Familie
Johann Friedrich August Kinderling war verheiratet und hatte mehrere Söhne. Einer von ihnen, Johann Friedrich, 1775 in Calbe geboren, wurde ebenfalls Pfarrer (in der Uckermark) und Schriftsteller. Er gab nach dem Tode seines Vaters einige von dessen noch nicht veröffentlichten Werken heraus, darunter dessen Betrachtungen über die zu verbessernden Kirchenlieder.

## Schriften (Auswahl)
- Kritische Briefe, die schönen Wissenschaften betreffend. Curt, Halle 1765.
- Über die Reinigkeit der deutschen Sprache und die Beförderungsmittel derselben, mit einer Musterung der fremden Wörter und anderen Wörterverzeichnissen. Friedrich Maurer, Berlin 1795.
- Geschichte der Nieder-Sächsischen oder sogenannten Plattdeutschen Sprache vornehmlich bis auf Luthers Zeiten, nebst einer Musterung der vornehmsten Denkmahle dieser Mundart. Keil, Magdeburg 1800.